# Morti nel 2022/Giugno
| Questa pagina contiene informazioni ricavate automaticamente dalle voci biografiche con l'ausilio del template Bio e di un bot. L'aggiornamento è periodico e automatico e ricostruisce completamente la pagina. Se manca una persona in questa lista, sei pregato di non aggiungerla, ma accertati piuttosto che la sua voce biografica contenga il template Bio e che i dati anagrafici siano correttamente compilati. Se il template Bio manca, inseriscilo tu stesso o, in alternativa, metti l'avviso {{tmp\|Bio}} che ne segnala la mancanza. Se i dati riportati sono sbagliati, correggi direttamente la voce biografica; le modifiche saranno visibili in questa lista entro pochi giorni. Per chiarimenti vedi il progetto biografie. La lista contiene solo le 185 persone che sono citate nell'enciclopedia e per le quali è stato implementato correttamente il template Bio. Pagina aggiornata al 26 lug 2025. |

- 1º giugno - Barry Sussman, giornalista e scrittore statunitense (n. 1934)
- 1º giugno - István Szőke, calciatore ungherese (n. 1947)
- 1º giugno - Joseph Zoderer, scrittore italiano (n. 1935)
- 2 giugno - Claudio De Cuia, poeta e artista italiano (n. 1922)
- 2 giugno - Marta Lafuente, politica e psicologa paraguaiana (n. 1963)
- 2 giugno - Uri Zohar, regista, attore e rabbino israeliano (n. 1935)
- 3 giugno - Piergiorgio Bressani, politico italiano (n. 1929)
- 3 giugno - Roberto Brunetti, attore italiano (n. 1967)
- 3 giugno - Frank Clarke, calciatore inglese (n. 1942)
- 3 giugno - Liliana De Curtis, scrittrice italiana (n. 1933)
- 3 giugno - Raffaele Ganci, mafioso italiano (n. 1932)
- 3 giugno - Ken Kelly, pittore statunitense (n. 1946)
- 3 giugno - John Edward Porter, politico statunitense (n. 1935)
- 3 giugno - Anna Maria Tatò, regista italiana (n. 1940)
- 3 giugno - Alcide Vaucher, ciclista su strada e pistard svizzero (n. 1934)
- 3 giugno - Dougie Wood, calciatore e allenatore di calcio scozzese (n. 1940)
- 4 giugno - John Cooksey, politico statunitense (n. 1941)
- 4 giugno - Stefano Fogato, fotografo italiano (n. 1958)
- 4 giugno - Goran Sankovič, calciatore sloveno (n. 1979)
- 4 giugno - Bolesław Tejkowski, sociologo, politico e attivista polacco (n. 1933)
- 5 giugno - Haidar Abdul-Razzaq, calciatore iracheno (n. 1982)
- 5 giugno - Giuseppe Azzaro, avvocato e politico italiano (n. 1925)
- 5 giugno - Bill Barrier, sciatore alpino statunitense (n. 1942)
- 5 giugno - Cinzia, cantante italiana (n. 1941)
- 5 giugno - Costantino Dennerlein, nuotatore e pallanuotista italiano (n. 1932)
- 5 giugno - Sergio Gibello, attore e doppiatore italiano (n. 1931)
- 5 giugno - Alma Rosa Hernández, politica messicana (n. 1956)
- 5 giugno - Roman Kutuzov, generale russo (n. 1969)
- 5 giugno - Trouble, rapper statunitense (n. 1987)
- 5 giugno - Yves-Marie Vérove, cestista e allenatore di pallacanestro francese (n. 1949)
- 5 giugno - Roberto Wirth, imprenditore italiano (n. 1950)
- 6 giugno - Zeta Aimilianidou, politica e avvocata cipriota (n. 1954)
- 6 giugno - Gianni Clerici, tennista, giornalista e scrittore italiano (n. 1930)
- 6 giugno - Orlando Jorge Mera, politico dominicano (n. 1966)
- 6 giugno - Valerij Rjumin, cosmonauta sovietico (n. 1939)
- 6 giugno - Ted Jan Roberts, attore statunitense (n. 1979)
- 6 giugno - Michele Scandiffio, arcivescovo cattolico italiano (n. 1928)
- 6 giugno - Jacques Villeglé, artista francese (n. 1926)
- 6 giugno - Juliette de La Genière, archeologa francese (n. 1927)
- 7 giugno - Isaac Berger, sollevatore statunitense (n. 1936)
- 7 giugno - Silvio Franchi, calciatore italiano (n. 1932)
- 7 giugno - Umberto Leanza, giurista italiano (n. 1933)
- 7 giugno - Marco Luzzago, religioso, dirigente d'azienda e medico italiano (n. 1950)
- 7 giugno - Jean-Louis Schefer, critico d'arte, filosofo e storico dell'arte francese (n. 1938)
- 7 giugno - Augusto Vegezzi, filosofo, saggista e insegnante italiano (n. 1932)
- 8 giugno - Elios Andreini, politico italiano (n. 1940)
- 8 giugno - Louis Crocq, psichiatra e psicologo francese (n. 1928)
- 8 giugno - Costică Dafinoiu, pugile rumeno (n. 1954)
- 8 giugno - Julio Jiménez, ciclista su strada e pistard spagnolo (n. 1934)
- 8 giugno - Romeo Morri, politico sammarinese (n. 1952)
- 8 giugno - Paula Rego, pittrice portoghese (n. 1935)
- 8 giugno - George Thompson, cestista statunitense (n. 1947)
- 9 giugno - Billy Bingham, allenatore di calcio e calciatore nordirlandese (n. 1931)
- 9 giugno - Giuseppe Bosco, calciatore italiano (n. 1932)
- 9 giugno - Giuseppe Brizi, calciatore e allenatore di calcio italiano (n. 1942)
- 9 giugno - Julee Cruise, cantante e attrice statunitense (n. 1956)
- 9 giugno - Billy Kametz, doppiatore statunitense (n. 1987)
- 9 giugno - Oleg Moliboga, pallavolista sovietico (n. 1953)
- 9 giugno - Dario Parisini, musicista, chitarrista e attore italiano (n. 1966)
- 10 giugno - Bobby Hope, allenatore di calcio e calciatore scozzese (n. 1943)
- 10 giugno - Yehezkel Katzav, calciatore israeliano (n. 1945)
- 10 giugno - Antonio La Forgia, politico italiano (n. 1944)
- 10 giugno - Väinö Markkanen, tiratore a segno finlandese (n. 1929)
- 10 giugno - Jorge Spedaletti, calciatore cileno (n. 1947)
- 11 giugno - Benjamin Anderson, giocatore di football americano statunitense (n. 1992)
- 11 giugno - Nicola Arena, mafioso italiano (n. 1937)
- 11 giugno - Mauro Bonanni, montatore italiano (n. 1948)
- 11 giugno - Bernd Bransch, calciatore tedesco orientale (n. 1944)
- 11 giugno - Hein Eersel, linguista e politico surinamese (n. 1922)
- 11 giugno - Aurelio Iacolenna, organista italiano (n. 1953)
- 12 giugno - Phil Bennett, rugbista a 15 britannico (n. 1948)
- 12 giugno - Sylvie Granger, storica francese (n. 1955)
- 12 giugno - Philip Baker Hall, attore statunitense (n. 1931)
- 12 giugno - Heidi Horten, collezionista d'arte e filantropa austriaca (n. 1941)
- 12 giugno - Walter Maestosi, attore e doppiatore italiano (n. 1934)
- 12 giugno - Lukša Poklepović, calciatore jugoslavo (n. 1945)
- 12 giugno - Miryam Romero, giornalista e conduttrice televisiva spagnola (n. 1963)
- 13 giugno - Franklin Anangonó, calciatore e allenatore di calcio ecuadoriano (n. 1974)
- 13 giugno - Domenico Bosatelli, imprenditore italiano (n. 1933)
- 13 giugno - Noel Campbell, calciatore e allenatore di calcio irlandese (n. 1949)
- 13 giugno - Cosimo Di Lauro, mafioso italiano (n. 1973)
- 13 giugno - Anatolij Michajlov, ostacolista sovietico (n. 1936)
- 13 giugno - Akeem Omolade, calciatore nigeriano (n. 1983)
- 13 giugno - Carlos Ortiz, pugile portoricano (n. 1936)
- 13 giugno - Giuseppe Pericu, politico e avvocato italiano (n. 1937)
- 13 giugno - Rolando Serrano, calciatore colombiano (n. 1938)
- 14 giugno - Gabino Díaz Merchán, arcivescovo cattolico spagnolo (n. 1926)
- 14 giugno - Everett Peck, fumettista, illustratore e animatore statunitense (n. 1950)
- 14 giugno - Sergio Polano, storico dell'architettura italiano (n. 1950)
- 14 giugno - Joel Whitburn, scrittore statunitense (n. 1939)
- 14 giugno - Abraham Yehoshua, scrittore e drammaturgo israeliano (n. 1936)
- 15 giugno - Borut Bassin, cestista jugoslavo (n. 1944)
- 15 giugno - Cho Min-ho, hockeista su ghiaccio sudcoreano (n. 1987)
- 15 giugno - Emiliano Giancristofaro, etnologo e saggista italiano (n. 1938)
- 15 giugno - Jan Klijnjan, calciatore olandese (n. 1945)
- 15 giugno - Philippe Nozières, fisico francese (n. 1932)
- 16 giugno - Maria Lúcia Dahl, attrice brasiliana (n. 1941)
- 16 giugno - José Pablo García Castany, calciatore spagnolo (n. 1948)
- 16 giugno - Antonio Montero Moreno, arcivescovo cattolico spagnolo (n. 1928)
- 16 giugno - Mike Pratt, cestista e allenatore di pallacanestro statunitense (n. 1948)
- 16 giugno - Tim Sale, fumettista statunitense (n. 1956)
- 16 giugno - Vittorio Sega, politico italiano (n. 1935)
- 16 giugno - Rino Vernizzi, fagottista italiano (n. 1946)
- 17 giugno - Steinar Amundsen, canoista norvegese (n. 1945)
- 17 giugno - Flavio Roberto Carraro, vescovo cattolico e religioso italiano (n. 1932)
- 17 giugno - Michel David Weill, banchiere francese (n. 1932)
- 17 giugno - Dave Hebner, statunitense (n. 1949)
- 17 giugno - Hugh McElhenny, giocatore di football americano statunitense (n. 1928)
- 17 giugno - Alba Maria Orselli, storica italiana (n. 1934)
- 17 giugno - Bruno Pedron, vescovo cattolico italiano (n. 1944)
- 17 giugno - Gianmario Pellizzari, politico italiano (n. 1944)
- 17 giugno - Paul Ruffner, cestista statunitense (n. 1948)
- 17 giugno - Jean-Louis Trintignant, attore, regista e sceneggiatore francese (n. 1930)
- 18 giugno - Giorgio Barbolini, calciatore italiano (n. 1934)
- 18 giugno - Alberto Bozzato, canottiere italiano (n. 1930)
- 18 giugno - Raffaella De Carolis, modella italiana (n. 1942)
- 18 giugno - Anita Ekström, attrice svedese (n. 1943)
- 18 giugno - Gian Pietro Felisatti, cantautore e compositore italiano (n. 1950)
- 18 giugno - Giovanni Fiorentini, fisico italiano (n. 1948)
- 18 giugno - Werner Heine, calciatore tedesco orientale (n. 1935)
- 18 giugno - Lennie Rosenbluth, cestista statunitense (n. 1933)
- 19 giugno - Marina Marfoglia, attrice, cantante e modella italiana (n. 1946)
- 19 giugno - Adolfo Riquelme, calciatore paraguaiano (n. 1928)
- 19 giugno - Brett Tuggle, tastierista statunitense (n. 1951)
- 19 giugno - Luigino Vascon, politico italiano (n. 1956)
- 19 giugno - Tim White, statunitense (n. 1954)
- 20 giugno - Sture Allén, linguista svedese (n. 1928)
- 20 giugno - Ferdinando Amman, fisico italiano (n. 1929)
- 20 giugno - James Bardeen, fisico e cosmologo statunitense (n. 1939)
- 20 giugno - Giuseppe Bufalari, scrittore italiano (n. 1927)
- 20 giugno - Kurt Equiluz, tenore austriaco (n. 1929)
- 20 giugno - Regimantas Adomaitis, attore e politico lituano (n. 1937)
- 20 giugno - Caleb Swanigan, cestista statunitense (n. 1997)
- 21 giugno - Patrizia Cavalli, poeta e scrittrice italiana (n. 1947)
- 21 giugno - Jaylon Ferguson, giocatore di football americano statunitense (n. 1995)
- 21 giugno - Birgit Pohl, atleta paralimpica tedesca (n. 1954)
- 21 giugno - James Rado, attore, librettista e regista teatrale statunitense (n. 1932)
- 21 giugno - Elettra Romani, attrice teatrale, comica e cabarettista italiana (n. 1927)
- 21 giugno - Dragan Tomić, politico serbo (n. 1935)
- 22 giugno - Patrick Adams, produttore discografico, compositore e musicista statunitense (n. 1950)
- 22 giugno - Yves Coppens, paleontologo francese (n. 1934)
- 22 giugno - Jonny Nilsson, pattinatore di velocità su ghiaccio svedese (n. 1943)
- 22 giugno - Tony Siragusa, giocatore di football americano, attore e imprenditore statunitense (n. 1967)
- 22 giugno - Bruton Smith, imprenditore statunitense (n. 1927)
- 22 giugno - Jüri Tarmak, altista sovietico (n. 1946)
- 23 giugno - Henri Elendé, altista congolese (Repubblica del Congo) (n. 1941)
- 23 giugno - Sally Greengross, politica britannica (n. 1935)
- 23 giugno - Ernst Jacobi, attore e doppiatore tedesco (n. 1933)
- 23 giugno - Stien Kaiser, pattinatrice di velocità su ghiaccio olandese (n. 1938)
- 23 giugno - Massimo Morante, cantante, chitarrista e compositore italiano (n. 1952)
- 23 giugno - Michiaki Watanabe, compositore e musicista giapponese (n. 1925)
- 24 giugno - Gianpaolo Bissi, politico italiano (n. 1941)
- 24 giugno - Finn Døssing, calciatore danese (n. 1941)
- 24 giugno - Maria Nichiforov, canoista rumena (n. 1951)
- 25 giugno - Javier Cárdenas, calciatore messicano (n. 1956)
- 25 giugno - William Woolsey, nuotatore statunitense (n. 1934)
- 26 giugno - Thue Christiansen, insegnante, designer e politico groenlandese (n. 1940)
- 26 giugno - Margaret Keane, artista e pittrice statunitense (n. 1927)
- 26 giugno - Raffaele La Capria, scrittore, sceneggiatore e traduttore italiano (n. 1922)
- 27 giugno - Leonardo Del Vecchio, imprenditore italiano (n. 1935)
- 27 giugno - Paolo Montanari, calciatore italiano (n. 1944)
- 27 giugno - Joe Turkel, attore statunitense (n. 1927)
- 28 giugno - Cüneyt Arkın, attore, regista e produttore cinematografico turco (n. 1937)
- 28 giugno - Martin Bangemann, politico tedesco (n. 1934)
- 28 giugno - Eleonora Barbieri Masini, sociologa italiana (n. 1928)
- 28 giugno - Casilda Benegas Gallego, supercentenaria argentina (n. 1907)
- 28 giugno - Massimo Consolati, pugile italiano (n. 1937)
- 28 giugno - Neville Hayes, nuotatore australiano (n. 1943)
- 28 giugno - Gigi Petyx, fotoreporter italiano (n. 1938)
- 28 giugno - Mike Schuler, allenatore di pallacanestro statunitense (n. 1940)
- 28 giugno - Renzo Uzzecchini, calciatore e allenatore di calcio italiano (n. 1935)
- 29 giugno - Sonny Barger, criminale e scrittore statunitense (n. 1938)
- 29 giugno - Kenward Elmslie, poeta, librettista e paroliere statunitense (n. 1929)
- 29 giugno - Marte Ferrari, sindacalista e politico italiano (n. 1928)
- 29 giugno - Eeles Landström, politico e astista finlandese (n. 1932)
- 29 giugno - Emma Previato, matematica italiana (n. 1952)
- 29 giugno - David Weiss Halivni, rabbino, teologo e educatore statunitense (n. 1927)
- 29 giugno - María Rosa de Madariaga, storica spagnola (n. 1937)
- 30 giugno - R. Ross Holloway, archeologo e numismatico statunitense (n. 1934)
- 30 giugno - Tatsuaki Iwata, goista giapponese (n. 1926)
- 30 giugno - Frederick J. Simoons, antropologo statunitense (n. 1922)
- 30 giugno - Dmitrij Stëpuškin, bobbista russo (n. 1975)
- 30 giugno - Indulata Sukla, matematica indiana (n. 1944)
- 30 giugno - Vladimir Zelenko, medico ucraino (n. 1973)
- 30 giugno - Kazimierz Zimny, mezzofondista polacco (n. 1935)